# تپه حاج محمود حسینی
تپه حاج محمود حسینی مربوط به هزاره ۱- است و در شهرستان کردکوی، بخش مرکزی، روستای دنگلان واقع شده و این اثر در تاریخ ۱۰ بهمن ۱۳۸۳ با شمارهٔ ثبت ۱۱۳۳۰ به‌عنوان یکی از آثار ملی ایران به ثبت رسیده است.